# Departamento de Mejillones
El Departamento de Mejillones fue un antiguo departamento boliviano creado mediante decreto supremo del 1 de enero de 1867, durante el gobierno de Mariano Melgarejo, que existió hasta el año 1871. 
Estuvo compuesto por provincias que anteriormente eran parte del departamento de La Paz, como ser: Pacajes e Ingavi (actuales provincias de Pacajes, Ingavi y General José Manuel Pando), Sica Sica (actuales provincias de Aroma, Gualberto Villarroel y Loayza), Omasuyos (actuales provincias de Omasuyos, Los Andes y Manco Kapac) y Muñecas (actuales provincias de Muñecas, Camacho y Bautista Saavedra).  
Su capital departamental fue la localidad de Coro Coro.

## División administrativa
El departamento de Mejillones estaba dividido en cinco provincias:
- Provincia de Pacajes
- Provincia de Incavi
- Provincia de Sica Sica
- Provincia de Omasuyos
- Provincia de Muñecas